# Cameraria agrifoliella
Cameraria agrifoliella là một loài bướm đêm thuộc họ Gracillariidae. Nó được tìm thấy ở Hoa Kỳ (California).

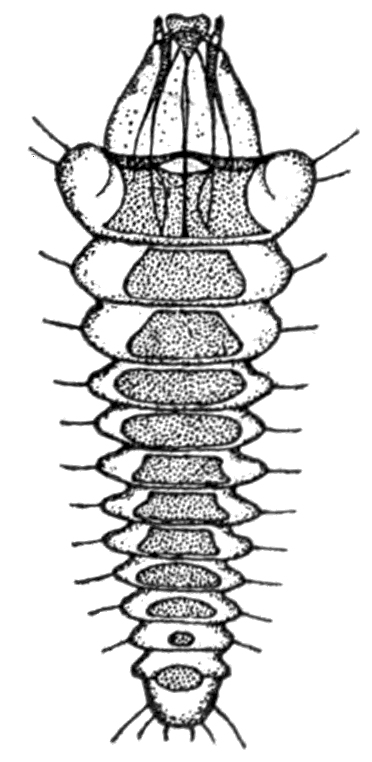
Larva

Sải cánh dài 7.5–9 mm. Ấu trùng ăn Chrysolepis chrysophylla, Quercus agrifolia và Quercus virginiana. Chúng ăn lá nơi chúng làm tổ.